# Grylloderes atratalus
Grylloderes atratalus är en insektsart som först beskrevs av Walker, F. 1869.  Grylloderes atratalus ingår i släktet Grylloderes och familjen syrsor. Inga underarter finns listade i Catalogue of Life.